# Пшибишув (Любуське воєводство)
Пшибишув (пол. Przybyszów) — село в Польщі, у гміні Слава Всховського повіту Любуського воєводства. Населення — 429 осіб (2011).
У 1975—1998 роках село належало до Зеленогурського воєводства.

## Демографія
Демографічна структура станом на 31 березня 2011 року:
|          | Загалом | Допрацездатний вік | Працездатний вік | Постпрацездатний вік |
| -------- | ------- | ------------------ | ---------------- | -------------------- |
| Чоловіки | 219     | 43                 | 162              | 14                   |
| Жінки    | 210     | 47                 | 124              | 39                   |
| Разом    | 429     | 90                 | 286              | 53                   |